# Clown
Clown — четвертий сингл американської ню-метал-групи Korn. Пісня з'явилася на однойменному першому альбомі групи.
Відео на пісню, поставлене Джозефом МакДжіті, відсилає до хворобливого минулого вокаліста групи Джонатана Девіса в середній школі, де він постійно ставав об'єктом глузувань та знущань. Пісня про те, як люди намагаються бути тими, ким вони не є, замість того щоб просто бути собою. Девіса спонукав написати цю пісню один випадок, що стався під час одного виступу, коли до сцени підійшов скінхед і наказав забиратися «назад у свій Бейкерсфілд!», Джонатан нахилився, щоб краще почути що той говорить, і скінхед вдарив Девіса по обличчю. Скінхед був весь в татуюваннях і схожий на клоуна, через що пісня була названа «Clown» і в тексті зустрічається рядок «Вдар мене, клоун, тому що я не з твого міста».
Пісні передує бесіда, в якій Korn дуріють під час запису пісні . Під час цієї бесіди група згадує « Twist » , пісню з альбому  Life Is Peachy  1996 а .

## Відео
Clown - перше відео Korn несхоже на Blind і Shoots and Ladders . Це дуже дивний і похмурий кліп , в якому присутні уривки з болючих спогадів Джонатана Девіса про перебування в середній школі. На відео можна побачити , як Джонатан сидить в роздягальні і над ним насміхаються інші люди. Залишилося частина групи виступає в ляльковому будиночку , а іграшковий клоун , танцюючий поруч і балансуючий лялькою на кінчику свого носа. Також у кліпі містяться кадри , як Korn грають в тій же роздягальні , в якій сидів Джонатан. Відеокліп вийшов 3 червня 1996 року.